# Objeto de negocio
En informática se denomina objeto de negocio a un contenedor de datos de una aplicación. Son bloque sde creación básicos para el sistema y sirven para el intercambio de datos entre componentes.

## Atributos
Un objeto de negocio consta de un juego de atributos o de varios campos que tienen un nombre, un tipo, un valor predeterminado y una cardinalidad. Estos describen la información que es posible registrar sobre él. Además, pueden ampliar otros objetos de negocio.